# I Ungjong (íjász, 1972)
I Ungjong (hangul: 이은경, RR: Lee Eun-gyeong; 1972. július 15. –) világ- és olimpiai bajnok dél-koreai íjásznő. Az 1992. évi nyári olimpiai játékokon csapatban aranyérmet szerzett.